# Confederazione della Nuova Inghilterra
Le Colonie Unite della Nuova Inghilterra, comunemente note come Confederazione della Nuova Inghilterra, furono un'alleanza confederale delle colonie del New England del Massachusetts, Plymouth, Saybrook (Connecticut) e New Haven formata nel maggio 1643.
Il suo scopo principale era quello di unire le colonie puritane a sostegno della chiesa e per la difesa dagli indiani d'America e dalla colonia olandese dei Nuovi Paesi Bassi. Fu il primo passo sulla lunga strada verso l'unità coloniale e fu istituita come risultato diretto di una guerra iniziata tra le tribù indiane Mohicani e Narragansett. La sua carta di fondazione prevedeva la restituzione di criminali fuggitivi e servi a contratto, e fungeva da forum per risolvere le controversie intercoloniali. Nella pratica, tuttavia, nessuno degli obiettivi fu raggiunto.
La confederazione si indebolì nel 1654 dopo che la colonia della baia del Massachusetts rifiutò di unirsi a una spedizione contro i Nuovi Paesi Bassi durante la Prima guerra anglo-olandese, sebbene riguadagnasse importanza durante la guerra di re Filippo nel 1675. Fu sciolta dopo la revoca di numerosi statuti coloniali all'inizio degli anni 1680.
In occasione di una riunione della Massachusetts Historical Society nel 200º anniversario della fondazione della Confederazione, John Quincy Adams osservò: